# Пучок Гессе
В математике сизигетический пучок или пучок Гессе (по имени немецкого математика Людвига Отто Гессе) — это пучок (одномерное семейство) плоских кубических эллиптических кривых на комплексной проективной плоскости, удовлетворяющих уравнению
{\displaystyle \lambda (x^{3}+y^{3}+z^{3})+\mu xyz=0.}
Каждая кривая в семействе определяется парой параметров ({\displaystyle \lambda ,\mu }) (не равных нулю одновременно) и состоит из точек на плоскости, однородные координаты {\displaystyle (x,y,z)} которых удовлетворяют уравнению для этих параметров. Умножение обоих параметров {\displaystyle \lambda } и {\displaystyle \mu } на одну и ту же скалярную величину не меняет кривую, так что имеется лишь одна степень свободы, но двухпараметрический вид, приведённый выше, позволяет либо {\displaystyle \lambda }, либо {\displaystyle \mu } (но не обоим) принимать нулевое значение.
Каждая кривая пучка проходит через девять точек комплексной проективной плоскости, однородные координаты которых являются некоторыми перестановками 0, −1 и кубического корня из единицы. Существует три корня из единицы и шесть перестановок для каждого корня, что даёт 18 вариантов однородных координат, но они попарно эквивалентны, так что получаем девять точек. Семейство кубических кривых через эти девять точек образует пучок Гессе. Более обще, можно заменить комплексные числа на любое поле, содержащее кубические корни из единицы, и определить пучок Гессе над этим полем как семейство кубических прямых, проходящих через эти девять точек.
Девять общих точек пучка Гессе являются точками перегиба каждой кривой из пучка. Любая прямая, проходящая как минимум через пару из этих девяти точек, содержит в точности три из них. Девять точек и двенадцать прямых через тройки точек образуют конфигурацию Гессе.
Любая эллиптическая кривая бирационально эквивалентна кривой из пучка Гессе. Это является гессиановой формой эллиптической кривой. Однако параметры ({\displaystyle \lambda ,\mu }) гессиановой формы могут принадлежать расширению поля, на котором задана исходная кривая.